# Yannick Pelletier (écrivain)
Cet article concerne l'écrivain. Pour le joueur d'échecs, voir Yannick Pelletier (joueur d'échecs).
Pour les articles homonymes, voir Pelletier.
 (septembre 2021).
Si vous disposez d'ouvrages ou d'articles de référence ou si vous connaissez des sites web de qualité traitant du thème abordé ici, merci de compléter l'article en donnant les références utiles à sa vérifiabilité et en les liant à la section « Notes et références ».
Yannick Pelletier est un écrivain français né en 1948 à Saint-Brieuc.

## Biographie
Professeur agrégé de lettres classiques, docteur ès-lettres, officier des palmes académiques, il enseigne au Lycée Henri Avril de Lamballe.
Lors des élections des représentants au parlement européen de juin 1979, il figure sur la liste Régions-Europe de Jean-Edern Hallier.
Il participe à la rédaction de Armor magazine. Il a été le président fondateur du Centre régional du livre de Bretagne. Après avoir assuré la critique des romans à Pèlerin-Magazine, il est entré comme critique littéraire à Ouest-France.
Spécialiste universitaire de Louis Guilloux, il est l'auteur d'une trentaine d'ouvrages portant sur la littérature et l'art de Bretagne : Chateaubriand, Xavier Grall, Jean Grenier, Pierre-Jakez Hélias, Max Jacob, Louis Guilloux, Georges Palante ; enclos paroissiaux et art religieux. Il a dirigé l'ouvrage universitaire Histoire Générale de la Bretagne et des Bretons (2 volumes, Nouvelle Librairie de France, 1990).

## Publications
- Max Jacob, Lettres à René Villard, suivies du Cahier des Maximes (texte inédit) ; préface et notes de Yannick Pelletier, Rougerie, 1978
- Thèmes et symboles dans l’œuvre romanesque de Louis Guilloux, thèse universitaire, Klincksieck, Paris 1979.
- Enclos paroissiaux de Bretagne, Rennes, Ouest-France, 1981
- Louis Guilloux, Plein Chant, 1982
- Les retables bretons, Rennes, Ouest-France, 1984
- Les jubés de Bretagne, Rennes, Ouest-France, 1984
- Histoire générale de la Bretagne et des Bretons, 1990, 2 tomes, G-V Labat éditions
- Georges Palante, l'individu en détresse, Folle Avoine, 1987
- Katell Le Goarnig Éditions Vent d'Ouest, 1987
- Une histoire de la Bretagne, Gisserot, 1991
- Lampaul-Guimiliau, Gisserot, 1991
- Châteaux en Bretagne, Conseil régional de Bretagne, 1991
- Saint-Thégonnec, Gisserot, 1992
- Philippe Gouret, Diabase, 1993
- Concarneau, Gisserot, 1993
- Hans van Dranem Le Pays de Dinan, 1994
- Brigitte Eckel, Die Kraft des Ortes, Berlin, 1994
- Tréguier, Gisserot, 1995
- Les Enclos paroissiaux de Bretagne, Gisserot, 1996
- Le Mal absolu (direction du colloque Louis Guilloux), Folle Avoine 1996
- Alain Le Nost, l'homme, le peintre, l'œuvre, 1998
- La Bretagne chez Chateaubriand / Textes choisis, présentés et commentés par Yannick Pelletier - Spézet, Coop Breizh, 1998
- Des ténèbres à l'espoir. Essai sur l’œuvre littéraire de Louis Guilloux, An Here, 1999.
- Louis Guilloux, Ministère des Affaires Étrangères-ADPF, 1999
- Brigitte Eckel, Fliegen, Das sind träume wie dieser, Joly-Weinberg Verlag, Berlin 2000
- Myrdhin, barde en son pays Le Pays de Dinan, 2000
- Xavier Grall, Immémoriales demeures (avec Jean Hervoche), Pirot Christian, 2001
- Saint-Brieuc, Éd. Cristel, 2001
- Max Jacob, le Breton errant (avec Jean Hervoche), Pirot Christian, 2004.
- Louis Guilloux et la Bretagne, Blanc Silex, 2004
- Brigitte Eckel, John Cage, Spirit of painting, Éd. Joly-Weinberg, Berlin , 2004
- Les Enclos paroissiaux, Éd. Apogée, 2006
- Le Tro Breiz, Gisserot, 2008
- Mystères de Bretagne, Gisserot, 2014
- L'Abbé Fouré et les Rochers Sculptés de Rothéneuf, Éditions Les Rochers Sculptés, Rothéneuf-Saint-Malo, 2014
- Dirou l’énigme, éditions Osez Communication, 2017

## Discographie
- Louis Guilloux, Le Sang noir - Textes choisis et arrangés par Louis Guilloux et Yannick Pelletier, lus par Louis Guilloux, Coop-Breizh (CBCD 001)

## Filmographie
- Rolland Savidan et Florence Mahé, Louis Guilloux, l'insoumis (conseiller littéraire Y. Pelletier), Cinémathèque de Bretagne, 2010